# 3798 de Jager
3798 de Jager је астероид главног астероидног појаса са средњом удаљеношћу од Сунца која износи 2,167 астрономских јединица (АЈ).
Апсолутна магнитуда астероида је 13,6.